# Júlia Usón
Júlia Usón Carvajal (Cardedeu, Barcelona; 1 de marzo de 1994) es una ex gimnasta rítmica española que formó parte de la selección nacional de gimnasia rítmica de España en modalidad de conjuntos (como júnior) e individual (como sénior). 
Como parte de la selección española logró numerosas medallas en varios torneos internacionales y participó en un Mundial y dos Europeos. A las órdenes de Iratxe Aurrekoetxea, fue subcampeona de España individual en categoría infantil (2007), campeona de España de conjuntos en categoría infantil (2007), subcampeona de España individual en categoría de honor (2010) y bronce en esa misma categoría en 2011 y 2012.

## Biografía deportiva

### Inicios
Se inició en la gimnasia rítmica en el Club Esportiu Vallesà de Rítmica Cardedeu con 6 años de edad. Poco después ingresa en el Club Rítmica Santfeliu de San Feliú de Llobregat y en 2007 comienza a entrenar en el CAR de Sant Cugat a las órdenes de Iratxe Aurrekoetxea como parte del A.G.R. Catalunya. Ya en 2007 fue subcampeona de España individual y campeona de conjuntos en categoría infantil en Granada, con un combinado integrado por Júlia, Raquel Calvo, Natalia García, Esther García y Julia Luna. Con dicho conjunto participó además en una exhibición en el Euskalgym de Durango en noviembre. Para finales de 2008 fue convocada por la selección española júnior.

### Etapa en la selección nacional (2008 - 2013)
Entró en la selección nacional de gimnasia rítmica de España a finales de 2008, pasando a formar parte del conjunto júnior y entrenando en el Centro de Alto Rendimiento de Madrid. Con el combinado júnior logró en 2009 la 7ª posición en la general y la 5ª en la final de 5 cintas en el Torneo Internacional júnior paralelo a la Copa del Mundo de Portimão, y la 5ª plaza en el Campeonato Europeo de Bakú. El conjunto júnior titular ese año estaba integrado por Júlia, Ainhoa Lidón, Elena López, Lourdes Mohedano y Yanira Rodríguez, y era entrenado por Noelia Fernández. A finales de 2009 regresó a la modalidad individual como parte de la selección nacional sénior, aunque volvió de nuevo a entrenar al CAR de San Cugat. En noviembre participó en el Euskalgym, y en diciembre compitió en la Gymnasiade de Doha, siendo 7ª en la general individual, bronce en pelota, 6ª en cuerda y 8ª en mazas.
En marzo de 2010 fue campeona del Trofeo Internacional de Huelva, y para junio, fue subcampeona de España en categoría de honor en el Campeonato de España Individual disputado en Zaragoza, siendo solo superada por Carolina Rodríguez. En agosto participó en la Copa del Mundo de Pésaro (Italia) junto a Natalia García y Marina Fernández, siendo 24ª en la general. En septiembre compitió en el Mundial de Moscú, donde fue 14.ª por equipos (junto a Carolina Rodríguez, Natalia García y Marina Fernández) y 50.ª en la general individual.
En febrero de 2011 fue campeona del Torneo Internacional de Madeira, siendo además oro en aro y en mazas. En abril volvió a ser campeona del Trofeo Internacional de Huelva y fue plata por Comunidades en la Copa de la Reina en Valladolid. En mayo compitió en el Campeonato Provincial, donde fue oro en pelota, en cinta y en mazas, y plata en aro. Ese mismo mes participó en el Campeonato Europeo disputado en Minsk (Bielorrusia), donde logró el 10º puesto por equipos junto a Natalia García. En junio participó en el torneo internacional No Limits Open de Amberes, donde se hizo con el oro en la general y en todos los aparatos. Para julio logró el bronce en la general de la categoría de honor en el Campeonato de España Individual disputado en La Coruña, siendo además plata en pelota y bronce en mazas, aro y cinta. En septiembre de 2011 participó en el Mundial de Montepellier, su primer y único Campeonato del Mundo, donde fue 11.ª por equipos (junto a Carolina Rodríguez y Natalia García) y 43.ª en la general individual. En octubre fue oro en todos los aparatos en el II Trofeo Internacional Vitry Cup en Blanes (Gerona), y en noviembre participó en el Euskalgym.
A comienzos de 2012 participó en competiciones nacionales como la Copa Catalana, la Copa de la Reina o el Campeonato Autonómico de Cataluña. En julio fue bronce en la general de la categoría de honor en el Campeonato de España Individual disputado en Valladolid. Además, logró el oro en cinta, la plata en pelota, y el bronce tanto aro como en mazas.  En septiembre de 2012, junto a otras dos gimnastas del A.G.R. Catalunya, Natalia García y Adelina Fominykh, participó en la Aeon Cup 2012 en Tokio (Japón). Allí fue 21ª en la general y 8ª por países. A finales de 2012 participó, como gimnasta invitada del club Società Ginnastica Petrarca de Arezzo, en la segunda división de la Serie A (Liga Nacional de Clubes de Italia).
En abril de 2013, junto Natalia García, publicó un vídeo con el objetivo de buscar de patrocinadores para poder hacer frente a sus gastos deportivos. A raíz de esta iniciativa, la empresa Crystal Maillots firmó un convenio de patrocinio con la Federación Catalana. Ese mismo mes sufrió una lesión que la mantuvo retirada del tapiz. El 18 de junio de 2013 fue operada finalmente de síndrome compartimental en la pierna derecha, la lesión que llevaba arrastrando y por la que no pudo competir en el Europeo de Viena. Del 31 de agosto al 1 de septiembre de 2013 impartió unas Jornadas de Tecnificación organizadas por el club U.D San Roque en Vilanova del Camí. El 31 de mayo de 2014 volvió al tapiz realizando una exhibición en la Fase Final del XX Trofeo Barcelona-Comarques en Palau-solità i Plegamans. Aunque desde noviembre de 2014 comenzó a entrenar a gimnastas en el Club Vallesà de Rítmica Cardedeu, Usón seguiría compitiendo hasta 2016, llegando a participar con el C.E.R. Mediterrania en los Campeonatos de España de 2015 en 1ª categoría y 2016 en categoría sénior, celebrados en Pontevedra y Guadalajara respectivamente.

### Retirada de la gimnasia
Tras su retirada siguió estudiando TAFAD (Ciclo formativo de Técnico Superior en Animación de Actividades Físicas y Deportivas) y comenzó a trabajar como modelo de fotografía. En 2018 participó en varias emisiones del programa de telerrealidad y citas Mujeres y hombres y viceversa de la cadena Cuatro. Desde 2015 se celebra el Trofeo Júlia Usón, organizado por el Club Rítmica Cel de Llinás del Vallés, club al que además entrena desde 2016.

### Capturas del cortometraje Júlia (2013)

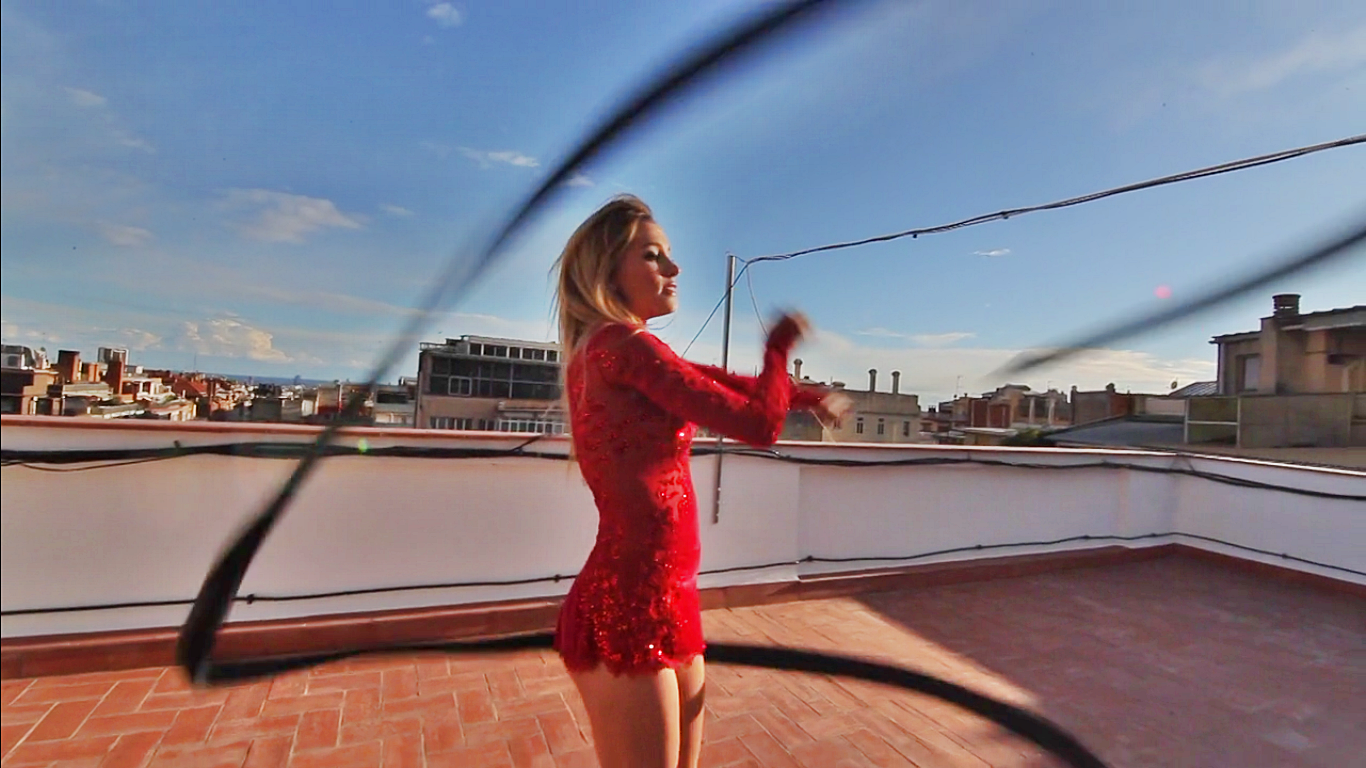
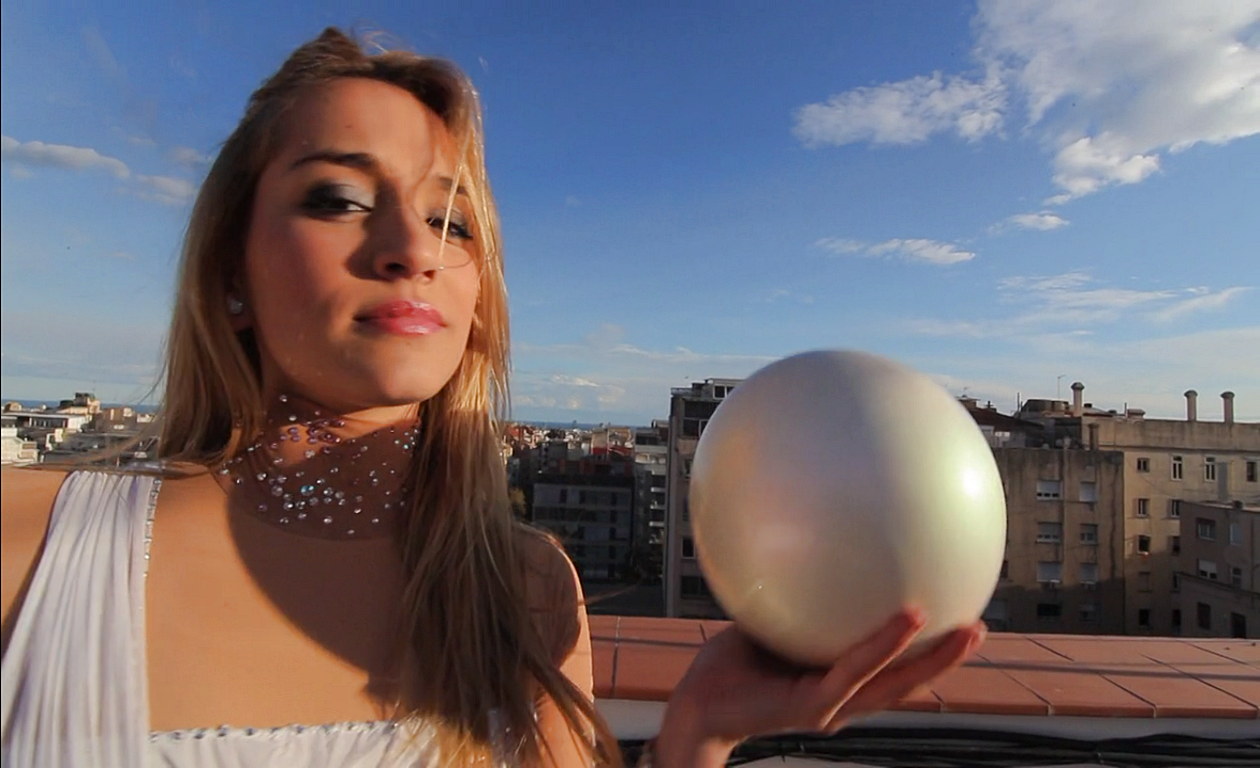
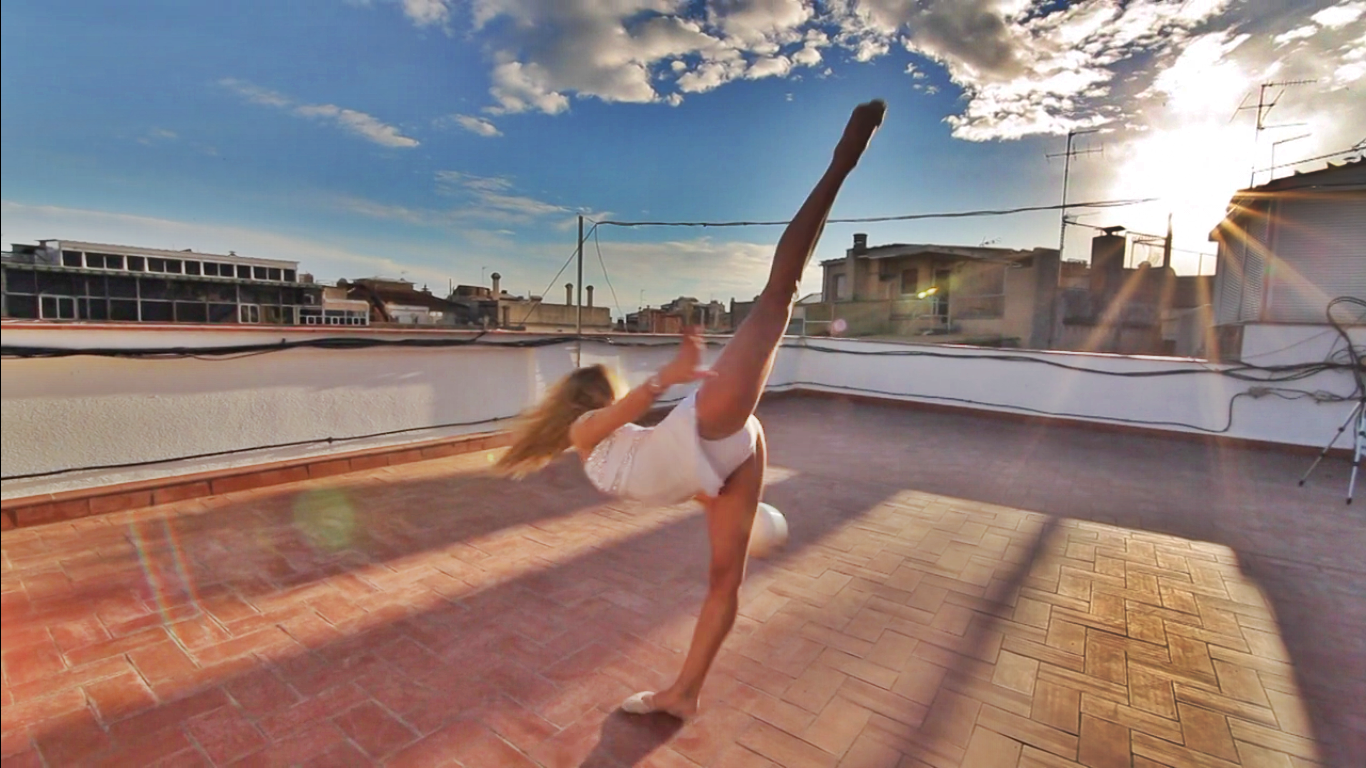
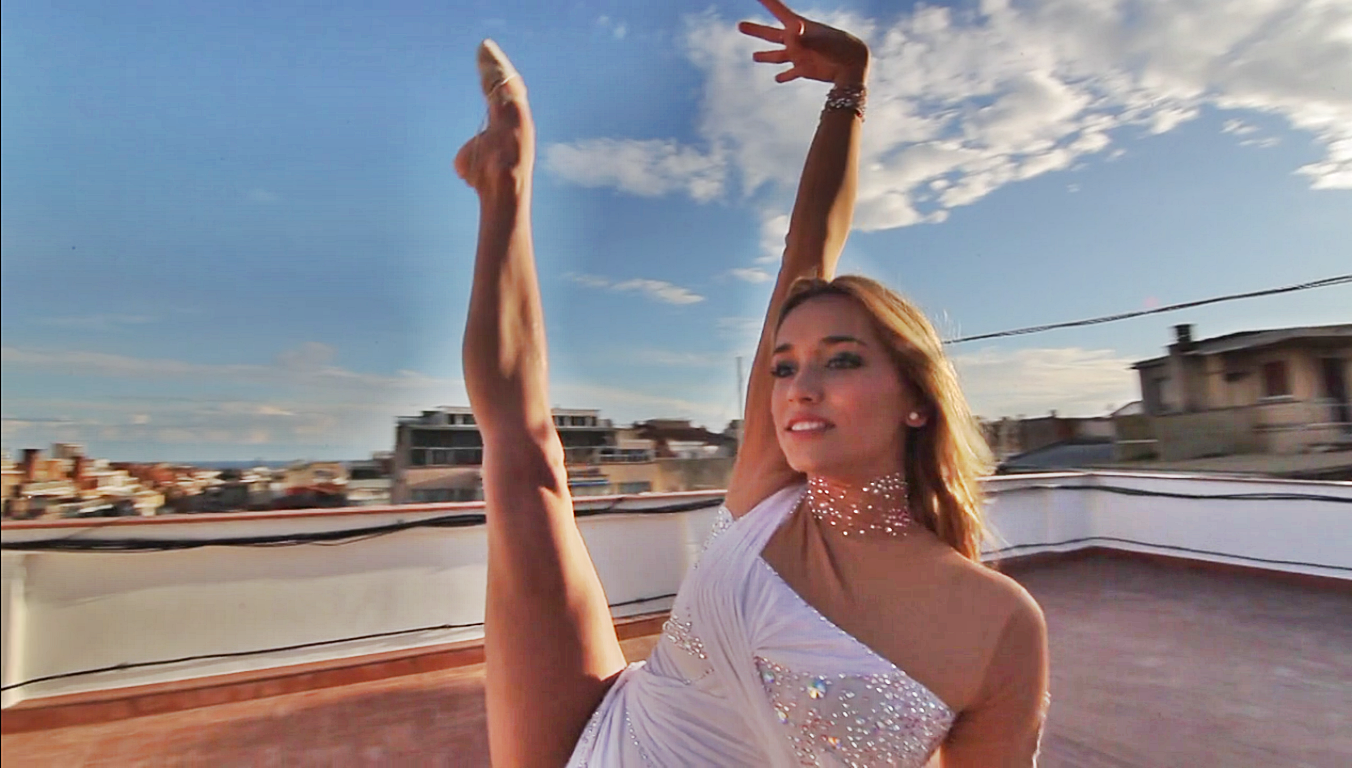
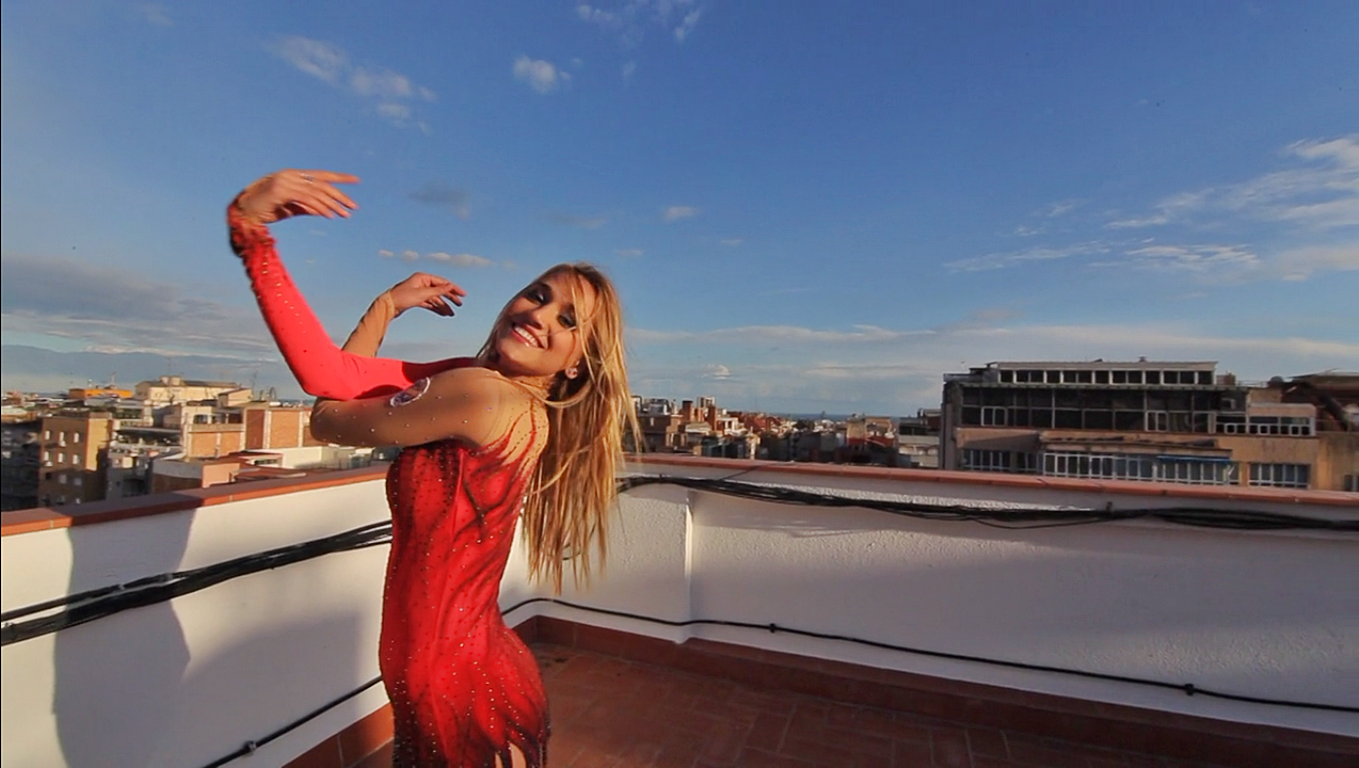

## Música de los ejercicios
| Año         | Aparatos | Música |
| ----------- | -------- | --- |
| 2009        | Mazas    | «Just for You» de Giovanni Marradi.                                                                                               |
| 2009 - 2010 | Aro      | «Le cirque» de Maxime Rodriguez.                                                                                                  |
| 2009 - 2010 | Pelota   | «Tojojo» de Øystein Sevåg y Lakki Patey.                                                                                          |
| 2009 - 2010 | Cuerda   | «Rat d'hôtel» de Maxime Rodriguez.                                                                                                |
| 2011        | Pelota   | «Ma passion c'est vous» de Maxime Rodriguez.                                                                                      |
| 2011        | Mazas    | Fantasía Carmen, Op. 25 de Pablo Sarasate, en la versión de David Garrett.                                                        |
| 2011        | Aro      | Temas «Psychological Recovery... 6 Months» y «»Discombobulate», de la banda sonora de Sherlock Holmes, compuesta por Hans Zimmer. |
| 2011 - 2012 | Cinta    | «Vivo Tango» de Maxime Rodriguez.                                                                                                 |
| 2013        | Pelota   | «Je t'aime» de Lara Fabian. |

## Filmografía

### Películas
| Películas | Películas | Películas | Películas           | Películas    |
| Año       | Título    | Personaje | Notas               | Director     |
| --------- | --------- | --------- | ------------------- | ------------ |
| 2013      | Júlia     | Gimnasta  | Montaje audiovisual | Cora Estival |

### Programas de televisión
| Programas de televisión | Programas de televisión       | Programas de televisión | Programas de televisión                                                    |
| Año                     | Título                        | Cadena                  | Notas                                                                      |
| ----------------------- | ----------------------------- | ----------------------- | -------------------------------------------------------------------------- |
| 2018                    | Mujeres y hombres y viceversa | Cuatro                  | Pretendienta de Albert Álvarez, heptacampeón nacional de salto con pértiga |